# Arutiun Mieletian
Arutiun Rubenowicz Mieletian (ros. Арутюн Рубенович Мелетян, orm. Հարություն Մելեթյան, ur. 25 listopada 1925 we wsi Niżniaja Szyłowka (obecnie w granicach miasta Soczi), zm. 9 maja 1997 w Soczi) – radziecki wojskowy narodowości ormiańskiej, porucznik, Bohater Związku Radzieckiego (1945).

## Życiorys
Urodził się w ormiańskiej rodzinie chłopskiej. Od 1931 wraz z rodziną mieszkał we wsi Chołodnyje Rieczi w Abchaskiej ASRR, miał wykształcenie niepełne średnie, pracował jako brygadzista w kołchozie. Od maja 1943 służył w Armii Czerwonej, w 1944 ukończył krasnodarską szkołę wojskową ewakuowaną do Armenii, od września 1944 uczestniczył w wojnie z Niemcami. Jako dowódca plutonu batalionu 11 Gwardyjskiej Brygady Zmechanizowanej 6 Gwardyjskiego Korpusu Zmechanizowanego 4 Armii Pancernej 1 Frontu Ukraińskiego w stopniu młodszego porucznika 25 stycznia 1945 jako jeden z pierwszych sforsował Odrę, wypierając wroga z okolicznych wzgórz, potem brał udział w walkach o Chobienię, odpierając sześć kontrataków wroga, co ubezpieczyło przeprawę pozostałych jednostek. W walkach o uchwycenie przyczółka na zachodnim brzegu Odry został ciężko ranny i nie wrócił na front. W 1946 został zwolniony do rezerwy w stopniu porucznika. Mieszkał i pracował w Środkowej Azji i na Uralu, a od 1952 w Soczi. W 1953 został członkiem KPZR.

## Odznaczenia
- Złota Gwiazda Bohatera Związku Radzieckiego (27 czerwca 1945)
- Order Lenina (27 czerwca 1945)
- Order Czerwonego Sztandaru (5 marca 1945)
- Order Wojny Ojczyźnianej I klasy (11 marca 1985)

I medale.